# Wólka Czułczycka
Wólka Czułczycka – wieś w Polsce, położona w województwie lubelskim, w powiecie chełmskim, w gminie Chełm.
W latach 1975–1998 miejscowość administracyjnie należała do województwa chełmskiego. 
Wieś stanowi sołectwo gminy Chełm. Według Narodowego Spisu Powszechnego (III 2011 r.) liczyła 43 mieszkańców i jest najmniejszą miejscowością gminy Chełm.
Wierni Kościoła rzymskokatolickiego należą do parafii św. Rocha w Czułczycach.